# Zgoda domniemana (transplantologia)
Zgoda domniemana – jeden z rodzajów zgody na czynności medyczne. W transplantologii stosuje się ją w przypadku przeszczepów ex mortuo (od dawców zmarłych).

## Problem zgody na dawstwo narządówex mortuo
Niejednokrotnie jedyną możliwością przedłużenia życia chorego jest przeszczepienie mu narządu. Jednakże kluczowe dla życia narządy nieparzyste pobrać można tylko od dawcy, który już nie żyje (reguła martwego dawcy). Potrzeby takie są duże. Przykładowo w Polsce w 1995 odnotowano około 3500 zgonów spowodowanych niewydolnością nerek (około 70% chorych). Sytuacja w następnych latach poprawiała się, ale niedobór narządów do przeszczepów pozostaje faktem. Tymczasem idealni kandydaci na dawców narządów to osoby młode, zdrowe, bez chorób przewlekłych, zmarłe na skutek jakiegoś nieszczęśliwego wypadku (jako przykład najczęściej podaje się wypadek na motocyklu). Jednakże ludzie tacy rzadko myślą o śmierci. Młody i zdrowy człowiek rzadko zastanawia się, co będzie się działo z jego ciałem po śmierci. Zazwyczaj też nie wydaje żadnych dyspozycji na ten temat.

## Uzasadnienie zgody domniemanej
Nie ma na świecie jednolitego stanowiska co do rodzaju zgody koniecznej dla pobrania narządów od zmarłego dawcy. Stworzono różne modele pozyskiwania narządów w takiej sytuacji. Zaliczają się tu model rutynowego pozyskiwania (jego wariantami są model pozyskiwania narządów bez konieczności pytania źródeł o zgodę i model zgody domniemanej), model oparty na rzeczywistej zgodzie, model rynkowy (wprowadzony tylko w przypadków dawców żywych w Iranie) oraz model dawstwa wynagradzanego (w postaci hybrydowej i niehybrydowej, stosowany między innymi w USA).
W większości państw, w tym w większości państw europejskich obowiązuje w takim przypadku model zgody domniemanej, stanowiący modyfikację modelu rutynowego pobierania. Oznacza ona domniemanie, że skoro zmarły człowiek nie wyraził za życia sprzeciwu na pobranie od niego narządów, to zgadzał się na taką ewentualność po śmierci. Rozumowanie takie budzi kontrowersje. Tadeusz Brzeziński potrafi znaleźć dla niej następujące uzasadnienie: zakłada się, że czynienie dobra stanowi „naturalną wolę człowieka”. Wobec tego człowiek nie powinien mieć obiekcji przeciwko wykorzystaniu jego narządów w dobrym celu. Brzeziński zauważa, że taka argumentacja „podnosi wartość nieświadomej ofiary i dowartościowuje pośmiertnie sprawcę”. Stwierdza jednak, że jest obłudna – przecież brak zgłoszonego sprzeciwu nie musi wynikać wcale z akceptacji pobrania narządów, ale z lenistwa, niewiedzy, niechęci do myślenia o śmierci czy też obawy przed upublicznieniem własnych poglądów. Jednakże 90% społeczeństwa oddałoby swe narządy po śmierci.
Wobec tego Brzeziński uzasadnia stosowanie zgody domniemanej utylitaryzmem. Jak podano wyżej, narządy do przeszczepu pobiera się głównie z ciał osób młodych i zdrowych, które zazwyczaj wcale nie rozważały kwestii zgody bądź sprzeciwu na pobranie od nich narządów, zatem w razie nagłej śmierci nie pozostawiają po sobie ani zgody, ani sprzeciwu. Domniemywając ich sprzeciw przeciwko dawstwu w takim przypadku liczba potencjalnych dawców byłaby znacznie mniejsza. Zapewniając o wiele większą dostępność narządów, szanuje również autonomię dawcy. Jest to jego główna przewaga nad modelem rutynowego pobierania narządów. Szewczyk dostrzega w nim próbę osiągnięcia kompromisu pomiędzy szeroką dostępnością narządów dla potrzebujących biorców (model rutynowego pobierania) a traktowaniem pobieranego narządu jako daru, co wiąże się z propagowaniem altruizmu (model dawstwa).
Model domniemanej zgody ma jeszcze dwie formy: silną i słabą. Różni je przyznanie bądź nie rodzinie zmarłego prawa do zgłoszenia sprzeciwu. W formie słabej rodzina może zgłosić sprzeciw, nie dopuszczając do pobrania narządów, jeśli zmarły nie uczynił tego za życia. W formie silnej takiej możliwości nie posiada. W Polsce obowiązuje forma silna.

## Krytyka
W przeciwieństwie do modelu opartego na zgodzie wyrażanej, modele rutynowego pozyskiwania narządów nie zachęcają do traktowania narządu jako daru, do dawstwa, zamiast tego proponują po prostu pobieranie narządów, tzn. traktowanie dawcy jako źródła narządów do przeszczepu. Krytycy modelu zgody domniemanej zwracają uwagę na brak wyraźnej granicy pomiędzy nim a modelem rutynowego pozyskiwania narządów. Zwracają uwagę, że niektórzy zwolennicy zgody domniemanej pozytywnie wypowiadają się też o rutynowym pozyskiwaniu narządów, nie rozróżniając obu modeli. Za przykład podają choćby Wojciecha Rowińskiego, pełniącego funkcję Krajowego Konsultanta ds. Transplantologii, który opowiadając się za przynależnością narządów zmarłego do lokalnej społeczności pyta, czym takie stanowisko różni się od zgody domniemanej. Mówi się nawet o "ubieraniu rutynowego ratowania narządów w szaty daru" i "zawłaszczaniu zwłok przez społeczeństwo".
Argumentem przeciwko stosowaniu zgody domniemanej w przypadku transplantacji ex mortuo jest też brak powszechnej akceptacji stosowanej obecnie w medycynie mózgowej definicji śmierci. Brzeziński zwraca uwagę, że dla członka rodziny osoby przed i po śmierci mózgu nie widać żadnej różnicy – w obu przypadkach laik ma do czynienia z ciałem bliskiej osoby, podłączonym do respiratora czy innych urządzeń. Jego mózg nie żyje, ale serce nadal bije. Rodzinie wydaje się więc, że ich bliski żyje nadal.
Rozwiązania takiego nie pochwala również Kościół katolicki. W Karcie Watykańskiej (art. 90) znajduje się myśl, że przeszczep wymaga „uprzedniej woli i świadomej decyzji”. Nie ogranicza tutaj jednak zgody do wydanej przez osobę, której ta zgoda dotyczy. Widzi także możliwość udzielenia jej przez osobę reprezentującą [dawcę] w sposób uprawniony. Precyzuje, że zazwyczaj chodzi o członka rodziny.
Dyskutuje się wobec powyższych możliwość wprowadzenia oświadczenia woli, które byłoby koniecznym warunkiem dawstwa narządów po śmierci. Rozwiązanie takie wymagałoby jednak powszechnej świadomości w społeczeństwie (wedle CBOS 52% polskiego społeczeństwa nie słyszało o deklaracji woli, choć 36% ankietowanych byłoby skłonnych ją podpisać, a 32% raczej byłoby do tego skłonnych). Brzeziński uważa, że taka zgoda byłaby znacznie bardziej wartościowa z moralnego punktu widzenia.

## Rozwiązania prawne
Zastosowanie zgody domniemanej w transplantologii usankcjonowane zostało choćby w polskim prawie. Normuje je Ustawa o pobieraniu, przechowywaniu i przeszczepianiu komórek, tkanek i narządów z 1 lipca 2005. Art. 5 rzeczonej ustawy stwierdza możliwość pobrania narządów przy braku wyrażonego za życia sprzeciwu:

Pobrania komórek, tkanek lub narządów ze zwłok ludzkich w celu ich przeszczepienia można dokonać, jeżeli osoba zmarła nie wyraziła za życia sprzeciwu.

Ustawodawca zakłada, że zmarły zgadzał się na pobranie, chyba że wyraził sprzeciw. Artykuł ten stwierdza dalej, że w przypadku małoletniego lub innej osoby, która nie ma zdolności do czynności prawnych, sprzeciwu takiego dokonuje przedstawiciel ustawowy, przy czym może to uczynić jedynie za życia tej osoby. Małoletni, który ukończył 16 lat może też samodzielnie wyrazić sprzeciw. Art. 6 określa z kolei sposoby złożenia ważnego prawnie sprzeciwu, jako:

1) wpisu w centralnym rejestrze sprzeciwów na pobranie komórek, tkanek i 
narządów ze zwłok ludzkich;
2) oświadczenia pisemnego zaopatrzonego we własnoręczny podpis;
3) oświadczenia ustnego złożonego w obecności co najmniej dwóch świadków, pisemnie przez nich potwierdzonego.

Wobec tego sprzeciw może zostać złożony w dowolnej z wymienionych wyżej form, a także w dowolnym momencie, np. przy przyjęciu do szpitala, w trakcie hospitalizacji (choć taką możliwość Brzeziński uważa za wymyśloną przez „kogoś oderwanego od medycyny”, gdyż chory zgłasza się do szpitala po pomoc, nie zakłada własnej śmierci w placówce ochrony zdrowia). Może też być wycofany, w takiej formie, w jakiej został złożony. Kodeks etyki lekarskiej (art. 33) wspomina również jako warunek konieczny brak sprzeciwu zmarłego.
Wobec takich rozwiązań powołano w Polsce Centralny Rejestr Sprzeciwów. Rozpoczął on swą działalność w listopadzie 1996. Pod koniec 2004 odnotował on 23 786 sprzeciwów.
Ważną konkluzją jest fakt, że nie ma tutaj wspomnianej rodziny. Zdanie rodziny, a więc jej zgoda lub sprzeciw, nie jest zgodnie z prawem brane pod uwagę. Lekarz nie ma więc obowiązku starać się o wyrażenie zgody na przeszczep przez rodzinę dawcy. Jednakże zmarły mógł przedstawić swoje negatywne zdanie co do dawstwa rodzinie, co zgodnie z Ustawą stanowi ważną prawnie formę wyrażenia sprzeciwu, który należy uszanować. Brzeziński zauważa dalej, że w związku z tym zazwyczaj pyta się rodzinę o zdanie zmarłego, choć nie widzi takiego obowiązku nakładanego prawem. Zauważa też, że wiąże się to często z wysłuchaniem opinii rodziny, nie widząc możliwości nieliczenia się z nim. Przestrzega też przed straszeniem bliskich zmarłego konsekwencjami prawnymi za udzielenie informacji nieprawdziwych.